# Campeonato de Wimbledon 1919
La edición 39.º del Campeonato de Wimbledon se celebró entre el 23 de junio y el 7 de julio de 1919 en las pistas del All England Lawn Tennis and Croquet Club de Wimbledon, Londres, Inglaterra.
El cuadro individual masculino lo iniciaron 128 jugadores mientras que el femenino lo iniciaron 53 tenistas.

## Hechos destacados
En la competición individual masculina se impuso el australiano Gerald Patterson logrando el primer título que obtendría en el torneo al imponerse en la final al australiano Norman Brookes.
En la competición individual femenina la victoria fue para la francesa Suzanne Lenglen logrando el primer título que obtendría en Wimbledon al imponerse a la británica Dorothea Douglass.

## Palmarés
| Seniors              | Vencedor                       | Resultado          | Finalista                                  | Finalista |
| -------------------- | ------------------------------ | ------------------ | ------------------------------------------ | --------- |
| Individual masculino | Gerald Patterson               | 6–3, 7–5, 6–2      | Norman Brookes                             |           |
| Individual femenino  | Suzanne Lenglen                | 10–8, 4–6, 9–7     | Dorothea Lambert-Chambers                  |           |
| Dobles masculino     | Pat O'Hara-Wood Ron Thomas     | 6–4, 6–2, 4–6, 6–2 | Rodney Heath Randolph Lycett               |           |
| Dobles femenino      | Suzanne Lenglen Elizabeth Ryan | 4–6, 7–5, 6–3      | Dorothea Lambert-Chambers Ethel Larcombe   |           |
| Dobles mixto         | Elizabeth Ryan Randolph Lycett | 6–0, 6–0           | Dorothea Lambert-Chambers Albertem Prebble |           |

## Cuadros Finales

### Torneo individual  femenino
| Predecesor: 1914                           | Campeonato de Wimbledon 1919 | Sucesor: 1920                                       |
| Predecesor: Campeonato de Australasia 1919 | Grand Slam 1919              | Sucesor: Campeonato nacional de Estados Unidos 1919 |

- Datos: Q588012